# Kinsarviks kommun
Kinsarviks kommun (norska: Kinsarvik kommune) var en kommun i Hordaland fylke i västra Norge. Kommunen omfattade ett område i den norra delen av nuvarande Ullensvangs kommun samt ett mindre område i den södra delen av nuvarande Voss kommun (södra delen av den tidigare kommunen Granvin). Tätorten Kinsarvik utgjorde kommunens centralort.

## Administrativ historik
Kinsarviks kommun upprättades den 1 juli 1913  genom utbrytning ur Ullensvangs kommun. Kommunen hade 1 736 invånare vid upprättandet.
Den 1 januari 1964 upplöstes kommunen och delades. Huvuddelen (med 1 513 invånare) fördes, tillsammans med Eidfjords kommun, till Ullensvangs kommun medan Lussand/Kvanndals krets (med 72 invånare) fördes till Granvins kommun  (sedan den 1 januari 2020 en del av Voss kommun). Kommunen hade vid delningen totalt 1 585 invånare.
Den 1 januari 1965 återupprättades Eidfjords kommun kommun genom utbrytning ur Ullensvangs kommun. Den tidigare kommunen Kinsarviks område påverkades dock inte utan förblev en del av Ullensvangs kommun.